# Sparganose
 Mise en garde médicale
La sparganose est une infection parasitaire causée par des cestodes (vers plats) du genre Diphyllobothrium ou par les larves plérocercoïdes du genre Spirometra, notamment S. mansoni (zh), S. ranarum, S. mansonoides et S. erinacei,. Décrite pour la première fois par Patrick Manson depuis la Chine en 1882, le premier cas humain est signalé par Charles Wardell Stiles en Floride en 1908. L'infection est transmise par l'ingestion d'eau contaminée, par l'ingestion d'un hôte intermédiaire comme une grenouille ou un serpent ou par mise en contact entre un l'hôte intermédiaire et une plaie ouverte ou une membrane muqueuse,. Les humains sont des hôtes accidentels du cycle de vie, tandis que les chiens, les chats et d'autres mammifères sont les hôtes définitifs. Les copépodes sont les premiers hôtes intermédiaires et divers amphibiens et les reptiles sont le deuxième hôte intermédiaire.
Dès qu'un être humain est infecté, les larves plérocercoïdes migrent dans l'hypoderme où ils se développent généralement dans un nodule douloureux. La migration jusqu'au cerveau induit une sparganose cérébrale, tandis que la migration vers les yeux évolue vers une sparganose oculaire. Bien que des cas aient été décrits dans le monde entier, la prévalence de la sparganose est plus élevée en Asie occidentale. Environ trois cents cas sont décrits dans la littérature jusqu'en 2003. Le diagnostic n'est généralement pas posé tant que la larve n'a pas été retirée chirurgicalement. Le Praziquantel est le médicament prescrit contre cette maladie ; toutefois son efficacité est inconnue et l'ablation chirurgicale est généralement le meilleur traitement. Il est recommandé de concentrer les interventions de santé publique sur l'hygiène alimentaire et l'assainissement de l'eau, ainsi que sur l'éducation des populations rurales sur cette maladie et sur le découragement de l'utilisation des cataplasmes.

## Symptômes et examen clinique chez l'être humain
L'examen clinique se déroule usuellement après la migration des larves dans un loci sous-cutané. Les larves se situent souvent dans un tissu ou un muscle de la poitrine, de la paroi abdominale, des mains et des pieds ou du scrotum. Elles peuvent également se trouver dans les yeux, le cerveau, les voies urinaires, la plèvre, le péricarde et le canal rachidien. Les premiers stades de la maladie chez les humains sont souvent asymptomatiques. Le spargana cause généralement une réaction inflammatoire douloureuse dans les tissus entourant les zones de développement de la larve. Des nodules sous-cutanés discrets peuvent apparaître et disparaître au cours du temps. Les nodules créent généralement des démangeaisons, des gonflements, deviennent rouges et migrent. Ils sont souvent accompagnés d'un œdème douloureux,. Les crises d'épilepsie, l'hémiparésie et les maux de tête sont également des symptômes courants, notamment de la sparganose cérébrale,. L'éosinophilie est un symptôme commun,. Les symptômes cliniques varient également en fonction de l'emplacement de la larve : l'éléphantiasis peut se déclencher si l'infection est dans les canaux lymphatiques, la péritonite lors de la perforation de l'intestin et un abcès cérébral depuis le cerveau. Pour la sparganose génitale, les nodules sous-cutanés sont présents dans l'aine, les lèvres vaginales ou le scrotum et peuvent ressembler à une tumeur.
La sparganose oculaire est particulièrement bien décrite. Les premiers signes sont des douleurs oculaires, une épiphora et/ou un ptosis. D'autres signes incluent un œdème périorbitaire et/ou un œdème qui ressemble au signe de Romaña de la maladie de Chagas, des larmoiements, de la cellulite orbitale, l'exophtalmie et/ou l'ulcère de la cornée,. La sparganose oculaire peut conduire à la cécité si elle n'est pas soignée.

## Transmission
Le parasite est transmis à l'être humain de trois façons différentes. L'ingestion d'eau contaminée par des copépodes eux-mêmes infectés par des larves du genre Spirometra est la première cause du parasitisme. La consommation de chair crue d'hôtes intermédiaires, tels que les grenouilles et les serpents est la deuxième source d'infection. Troisièmement, les humains peuvent contracter l'infection en plaçant des cataplasmes de chair animale sur leurs plaies ouvertes, des lésions ou leurs yeux à des fins médicinales ou rituelles. Si le cataplasme est infecté par des larves plérocercoïdes, les humains peuvent être infectés,. La prévalence élevée en Corée peut être expliquée par l'ingestion de viande de chien. Dans l'hémisphère occidental, la cause la plus fréquente de l'infection est la consommation d'eau contaminée.

## Thérapie
Un traitement pour la sparganose est le praziquantel, administré à une dose de 120 à 150 mg/kg de masse corporelle sur plus de deux jours. Toutefois, le praziquantel a eu un efficacité limitée. En général, l'infestation par une ou quelques larves est souvent mieux traitée par ablation chirurgicale,.

## Épidémiologie
La sparganose est endémique ou potentiellement endémique dans 48 pays, et bien que rares, des cas ont été décrits en Asie, Afrique, Australie, Amérique du Sud et aux États-unis,,. La majorité des cas se produisent dans le sud-est de l'Asie et en Afrique de l'est. La sparganose oculaire est particulièrement répandue en Chine et au Vietnam. Le nombre de cas le plus élevé survient en Corée et au Japon. En 2003, seulement sept cas ont été décrits en Europe.

## Santé publique
La prévention de la sparganose n'est pas une priorité de santé publique car il s'agit d'une infection rare. L'accès à l'eau potable est la première des interventions pour réduire les risques d'infestation. Une étude rétrospective sur vingt-cinq cas de sparganose cérébrale a permis de relever que douze patients (48%)  avaient mangé des grenouilles ou serpents insuffisamment cuits, cinq patients (20%) avaient appliqué un cataplasme de chair animale sur une plaie ouverte et quatre patients avaient bu de l'eau contaminée. La cause de l'infection était inconnue pour quatre patients. En conclusion, dans les zones d'endémie, une éducation à l'hygiène alimentaire doit être mise en œuvre. Il est recommandé de traiter ou de faire bouillir l'eau dans les zones à risques, notamment dans les régions où les étangs et fossés peuvent être un habitat pour les copépodes. Des campagnes d'éducation peuvent être menées pour apprendre à reconnaître l'eau de consommation potentiellement infectée et pour avertir des dangers de l'ingestion de chair crue ou de son utilisation en cataplasme.